# 当瑟瓦尔
当瑟瓦尔（法語：Dancevoir，法語發音：[dɑ̃səvwaʁ]）是法国上马恩省的一个市镇，属于肖蒙区。

## 地理
当瑟瓦尔（47°55'38"N, 4°52'29"E）面积25.58 平方千米，位于法国大東部大區上马恩省，该省份为法国东北部内陆省份，北起马恩省和默兹省，西接奥布省，西南接科多尔省，东南接上索恩省，东临孚日省。
与当瑟瓦尔接壤的市镇（或旧市镇、城区）包括：拉特勒塞-奥布河畔奥尔穆瓦、布德勒维尔、拉绍姆、利涅罗勒、奥布河畔沃索勒、奥布河畔奥布皮埃尔、库普赖。

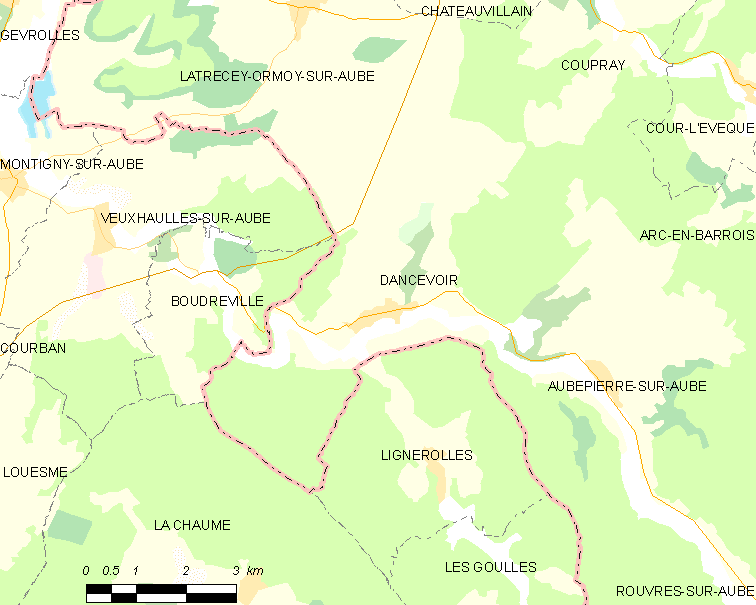
当瑟瓦尔的OSM定位图

当瑟瓦尔的时区为UTC+01:00、UTC+02:00（夏令时）。

## 行政
当瑟瓦尔的邮政编码为52210，INSEE市镇编码为52165。

## 政治
当瑟瓦尔所属的省级选区为沙托维兰县。

## 人口

1962-2008年间当瑟瓦尔人口变化图示

当瑟瓦尔于2022年1月1日时的人口数量为197人。